# Normand Daneau
Pour les articles homonymes, voir Daneau.
Normand Daneau est un acteur québécois diplômé en 1992 du Conservatoire d'art dramatique de Québec. Il se fait notamment connaître à la télévision par son interprétation de Vincent dans La Vie, la vie en 2001, par le personnage d'Émile Biron dans Grande Ourse en 2004, et par le rôle de Daniel Rajotte dans Les Étoiles filantes en 2007. Au cinéma, on peut le voir dans le film Grande Ourse : la clé des possibles en 2009.

## Filmographie

### Cinéma
- 1995 : Le Confessionnal : Le jeune prêtre Massicotte
- 2009 : Grande Ourse : la clé des possibles[1],[2] : Émile Biron
- 2012 : Les Pee-Wee 3D : L'hiver qui a changé ma vie d'Éric Tessier : Carl Trudel
- 2017 : Junior majeur d'Éric Tessier : Carl Trudel

### Télévision
- 2001-2002 : La Vie, la vie : Vincent
- 2004 : Grande Ourse : Émile Biron
- 2005 : L'Héritière de Grande Ourse : Émile Biron
- 2007 : Les Étoiles filantes : Daniel Rajotte
- 2007 : Octobre 70 : Marc Carbonneau
- 2011 : Mirador : Daniel Manefant
- 2012-2018 : Unité 9 : Martin Lavallé
- 2021-2023 : Les Mecs : Martin Lamoureux

## Distinctions

### Nominations
- 2002 : prix Gémeaux, meilleure interprétation premier rôle masculin, dramatique pour La Vie, la vie
- 2004 : prix Gémeaux, meilleure interprétation premier rôle masculin, dramatique pour Grande Ourse
- 2007 : prix Gémeaux[3], meilleure interprétation premier rôle masculin, comédie pour Les Étoiles filantes